# Parupeneus cyclostomus
Parupeneus cyclostomus är en fiskart som först beskrevs av Lacepède, 1801.  Parupeneus cyclostomus ingår i släktet Parupeneus och familjen mullefiskar. Inga underarter finns listade i Catalogue of Life.